# 117406 Blasgámez
117406 Blasgámez è un asteroide della fascia principale. Scoperto nel 2005, presenta un'orbita caratterizzata da un semiasse maggiore pari a 3,1392834 au e da un'eccentricità di 0,0769065, inclinata di 13,41133° rispetto all'eclittica.